# Беллікон
Беллікон (нім. Bellikon) — громада  в Швейцарії в кантоні Ааргау, округ Баден.

## Географія
Громада розташована на відстані близько 85 км на північний схід від Берна, 23 км на схід від Аарау.
Беллікон має площу 4,9 км², з яких на 10,2% дозволяється будівництво (житлове та будівництво доріг), 61% використовуються в сільськогосподарських цілях, 28,6% зайнято лісами, 0,2% не є продуктивними (річки, льодовики або гори).

## Демографія
2019 року в громаді мешкало 1550 осіб (-1,5% порівняно з 2010 роком), іноземців було 9,9%. Густота населення становила 314 осіб/км².
За віковим діапазоном населення розподілялося таким чином: 17,5% — особи молодші 20 років, 62,5% — особи у віці 20—64 років, 20% — особи у віці 65 років та старші. Було 702 помешкань (у середньому 2,2 особи в помешканні).
Із загальної кількості 718 працюючих 23 було зайнятих в первинному секторі, 23 — в обробній промисловості, 672 — в галузі послуг.